# آسمان سرخ زرشکی
آسمان سرخ زرشکی (به هندی: Chekka Chivantha Vaanam) و (به انگلیسی: Crimson Red Sky) فیلمی هندی محصول سال ۲۰۱۸ و به کارگردانی مانی راتنام است. در این فیلم بازیگرانی همچون آرویند سوامی، سیلامباراسان، آرون ویجی، ویجی ستوپاتی، پراکاش راج، جیوتیکا و آیشواریا راجش ایفای نقش کرده‌اند.